# Усть-Манчаж
Усть-Манчаж — деревня в Свердловской области, входящая в муниципальное образование Артинский городской округ.

## География
Расположена в 26 км на западо-северо-запад от административного центра — посёлка городского типа Арти. Входит в состав Усть-Манчажского сельского совета.

## История
Деревня Усть–Манчаж основана переселенцами из Казанской губернии в 1830 году.

## Население
| 2002 | 2010 | 2021 |
| ---- | ---- | ---- |
| 163  | ↘147 | ↘125 |

Согласно итогам переписи 2010 года в деревне проживают татары (100%).
Язык местных жителей относится к красноуфимовскому говору среднего (казанского) диалекта татарского языка.

## Социальная сфера
В селе действует школа с этнокультурным (татарским) компонентом образования, где татарский язык изучается как предмет.